# 숙의 허씨
수빈 허씨(粹嬪 許氏, 1595년 ~ 1623년 이후)는 조선 광해군의 후궁이다.

## 생애
조선 제15대 왕 광해군의 후궁으로, 정식으로 간택을 받은 간택후궁이다. 언제 태어났는지는 알 수 없으며, 아버지는 양천 허씨 허경이고 어머니는 평산 신씨이다.
1613년(광해군 5년) 음력 12월 30일 종2품 숙의에 선발되어 후궁이 되었다. 이때 허씨의 아버지는 의금부 도사였는데, 허씨가 후궁이 되고 얼마 지나지 않아 담양부사가 되었다가 광해군의 밀지로 사헌부 지평이 되었다. 그 외에도 허씨 일족이 높은 관직에 제수되고 뇌물이 폭주하였으며, 이는 허씨 뿐 아니라 광해군의 다른 후궁들의 일족들도 마찬가지였다고 기록되어 있다. 한편 이후에도 허경은 풍저창 주부, 지평 등에 제수되었는데, 이를 두고 《광해군일기》의 사관은 그가 허씨의 아버지라는 이유로 순서를 무시하고 관직을 제수받았다고 비판하였다. 이후 정1품 빈으로 승격되어 수빈(粹嬪)에 봉해졌다.
1623년(인조 원년) 인조반정이 일어나 광해군이 폐위되자, 허씨는 그 해 음력 9월 14일 중도부처되었다. 이후 사가에서 지냈으며, 허씨가 사망할 때까지 조씨 성의 상궁이 돌보았던 것으로 전해진다. 광해군과의 사이에서 소생은 없었다. 한편 《광해군일기》에 그녀를 종4품 숙원으로 칭한 기록이 나타나는데, 날짜가 숙의로 입궁한 후인 것으로 보아 단순한 오기로 보인다.

## 가족 관계
- 조부 : 허잠(許潛)
- 조모 : 민연향(閔蓮香, 1540 ~ ?) - 민희열(閔希說)의 3녀로, 경숙옹주의 손녀
- 부친 : 허경(許儆, 1566 ~ 1617?[7])
- 모친 : 평산 신씨 - 신수일(申守一)의 딸
  - 오빠[8] : 허자(許秭, 1588 ~ ?)
  - 오빠 - 허직(許稷, 1590 ~ ?)
  - 남동생 - 허익(許䄩, 1598 ~ ?)
  - 남동생 - 허륙(許稑, 1603 ~ ?)
  - 여동생 - 허예순(許禮純, 1604 ~ ?)
  - 여동생 - 허애순(許愛純, 1608 ~ ?)
  - 여동생 - 허종순(許終純, 1610 ~ ?)
  - 여동생 - 허말순(許末純, 1615 ~ ?)
- 서모 : 미상 
  - 이복 남매 - 허충(許种)
  - 남편 : 제 15대 광해군(光海君, 1575~1641, 재위:1608 ~ 1623)